# Porphyrinia lozostropha
Porphyrinia lozostropha är en fjärilsart som beskrevs av Turner 1902. Porphyrinia lozostropha ingår i släktet Porphyrinia och familjen nattflyn. Inga underarter finns listade i Catalogue of Life.